# ديان رادوسافيليفيتش
ديان رادوسافيليفيتش هو لاعب كرة قدم صربي في مركز الوسط، ولد في 5 مايو 1979 في Dolac (Novi Pazar) ‏ في صربيا. لعب مع رادنيتشكي نيش ونابريداك كروشيفاتس ونادي ياغودينا.